# Ludovic Butelle
Ludovic Butelle (Reims, 3 de abril de 1983) es un futbolista francés que juega como portero en el OCPAM 08 del Championnat National 3.

## Trayectoria
Se formó en las categorías inferiores del F. C. Metz debutando en el primer equipo gracias a que Jacques Songo'o fue convocado para disputar la Copa Africana de Naciones de 2002 y a la lesión del meta suplente Johan Liebus disputando esa primera temporada un total de seis partidos no dejando la titularidad durante la siguiente temporada.
En el verano de 2004 fue traspasado al Valencia C. F. ya que este buscaba un portero joven y con proyección que pudiera crecer a la sombra de Santiago Cañizares y Andrés Palop.
Durante un partido de pretemporada ante en Stoke City recibió un golpe en el abdomen que le hizo ser intervenido quirúrgicamente para extirparle el bazo (la misma lesión que sufrió por las mismas fechas su compañero Raúl Albiol) lo que le hizo perderse gran parte de la temporada.
Al final de la misma fue cedido al Hércules C. F. para ayudarle en la consecución del ascenso a segunda división.
La temporada 2005-06 retornó al Valencia C. F. como tercer portero por detrás de Cañizares y Mora si bien con el paso de los partidos fue desplazando a este último consolidándose como segundo portero de la plantilla.
Para la temporada 2007-08 fue cedido al Real Valladolid Club de Fútbol donde jugó un total de 8 encuentros y encajó 16 goles.
A la siguiente temporada el Valencia C. F. lo cedió nuevamente al Lille O. S. C. francés.
En la temporada 2014-2015 recibió el equivalente al trofeo Zamora al portero más imbatido en la Ligue 2 de Francia.

## Selección nacional
Ha sido internacional con la selección francesa sub-21.

## Clubes
| Club                  | País    | Año       |
| --------------------- | ------- | --------- |
| F. C. Metz            | Francia | 2001-2004 |
| Valencia C. F.        | España  | 2004      |
| Hércules C. F.        | España  | 2005      |
| Valencia C. F.        | España  | 2005-2007 |
| Real Valladolid C. F. | España  | 2007-2008 |
| Lille O. S. C.        | Francia | 2008-2010 |
| Nîmes Olympique       | Francia | 2010-2011 |
| A. C. Arles           | Francia | 2011-2014 |
| Angers S. C. O.       | Francia | 2014-2016 |
| Club Brujas           | Bélgica | 2016-2018 |
| Angers S. C. O.       | Francia | 2018-2021 |
| Red Star F. C.        | Francia | 2021-2023 |
| Stade de Reims        | Francia | 2023-2025 |
| OCPAM 08              | Francia | 2025-     |

## Palmarés

### Títulos nacionales
| Título                      | Club        | País    | Año  |
| --------------------------- | ----------- | ------- | ---- |
| Primera División de Bélgica | Club Brujas | Bélgica | 2016 |
| Supercopa de Bélgica        | Club Brujas | Bélgica | 2016 |